# 代召乡
代召乡，是中华人民共和国河北省邯郸市邯山区下辖的一个乡镇级行政单位。

## 行政区划
代召乡下辖以下地区：
代召村、堤南堡村、城东堡村、东张策前村、东张策后村、刘庄村、西井头村、前井头村、后井头村、裴堡西村、裴堡东村、小裴堡村、梁庄村、曹乐堡村、大乐堡村、小乐堡村、贾庄村、邢胡庄村、李胡庄村、杨胡庄村、东王庄村、西大夫庄村、东大夫庄村、高里堡村、东聂庄村、西聂庄村和贾堡村。